# 中村佳子 (翻訳家)
中村 佳子（なかむら よしこ、1967年 - ）は、日本の翻訳家。フランス文学の翻訳を能くする。

## 来歴
広島県生まれ。
広島大学文学部哲学科卒業。
広告代理店でコピーライターやインタビュアをつとめ、結婚を機に上京。
東京日仏学院でフランス語を始め、2000年に映画『サン・ピエールの生命』の原作の脚本を翻訳し、翻訳家デビュー。
ミシェル・ウエルベックの作品の代表的なものを訳している。

## 翻訳
- 『サン・ピエールの生命』（マリン・サグリオ＝ブラムリー、角川書店） 2000年
- 『プラットフォーム』（ミシェル・ウエルベック、角川書店） 2002年、のち河出文庫 2015年
- 『\999』（フレデリック・ベグベデ、角川書店） 2002年
- 『文学の墓場 - 20世紀文学の最終目録』（フレデリック・ベグベデ、角川書店） 2003年
- 『闘争領域の拡大』（ミシェル・ウエルベック、角川書店） 2004年、のち河出文庫 2018年
- 『ある島の可能性』（ミシェル・ウエルベック、角川書店） 2007年、のち河出文庫 2016年
- 『ベラミ』【新訳】（ギ・ド・モーパッサン、角川文庫） 2013年
- 『アドルフ』（バンジャマン・コンスタン、光文社古典新訳文庫） 2014年
- 『ゴリオ爺さん』（オノレ・ド・バルザック、光文社古典新訳文庫） 2016年
- 『2084 世界の終わり』（ブアレム・サンサル、河出書房新社） 2017年
- 『世界不死計画』（フレデリック・ベグベデ、河出書房新社） 2019年
- 『黄色い笑い / 悪意』（ピエール・マッコルラン、永田千奈共訳、国書刊行会、マッコルラン・コレクション）） 2021年